# Ferrari SF71H
De Ferrari SF71H is een Formule 1-auto die gebruikt werd door het Ferrari F1-team in het seizoen 2018.

## Onthulling
Op 22 februari 2018 presenteerde Ferrari hun nieuwe auto door middel van het plaatsen van foto's en video's op het internet. De auto werd bestuurd door de Duitser Sebastian Vettel, die zijn vierde seizoen met het team inging, en de Fin Kimi Räikkönen die zijn achtste seizoen bij het team reed.
Door Vettel werd het chassis omgedoopt naar Loria.

## Resultaten
| Resultaat                     |
| ----------------------------- |
| Winnaar                       |
| Tweede plaats                 |
| Derde plaats                  |
| Gefinisht (punten)            |
| Gefinisht (geen punten)       |
| Niet geklasseerd (NC)         |
| Uitgevallen (DNF)             |
| Niet gekwalificeerd (DNQ)     |
| Gediskwalificeerd (DSQ)       |
| Niet gestart (DNS)            |
| Gewond (INJ)                  |
| Uitgesloten (EX)              |
| Teruggetrokken (WD)           |
| Niet deelgenomen (blanco cel) |
| vetgedrukt (pole position)    |
| cursief (snelste ronde)       |

| Jaar | Chassis       | Motor           | Banden | Coureurs         | 1   | 2   | 3   | 4   | 5   | 6   | 7   | 8   | 9   | 10  | 11  | 12  | 13  | 14  | 15  | 16  | 17  | 18  | 19  | 20  | 21  | Punten | WK-plaats |
| ---- | ------------- | --------------- | ------ | ---------------- | --- | --- | --- | --- | --- | --- | --- | --- | --- | --- | --- | --- | --- | --- | --- | --- | --- | --- | --- | --- | --- | ------ | --------- |
| 2018 | Ferrari SF71H | Ferrari 062 EVO | P      |                  | AUS | BHR | CHN | AZE | SPA | MON | CAN | FRA | OOS | GBR | DUI | HON | BEL | ITA | SIN | RUS | JPN | VST | MEX | BRA | ABU | 571    | Zilver    |
| 2018 | Ferrari SF71H | Ferrari 062 EVO | P      | Sebastian Vettel | 1   | 1   | 8   | 4   | 4   | 2   | 1   | 5   | 3   | 1   | DNF | 2   | 1   | 4   | 3   | 3   | 6   | 4   | 2   | 6   | 2   | 571    | Zilver    |
| 2018 | Ferrari SF71H | Ferrari 062 EVO | P      | Kimi Räikkönen   | 3   | DNF | 3   | 2   | DNF | 4   | 6   | 3   | 2   | 3   | 3   | 3   | DNF | 2   | 5   | 4   | 5   | 1   | 3   | 3   | DNF | 571    | Zilver    |
| Jaar | Chassis       | Motor           | Banden | Coureurs         | 1   | 2   | 3   | 4   | 5   | 6   | 7   | 8   | 9   | 10  | 11  | 12  | 13  | 14  | 15  | 16  | 17  | 18  | 19  | 20  | 21  | Punten | WK-plaats |

### Eindstand coureurskampioenschap
- Sebastian Vettel: 2e (320pnt)
- Kimi Räikkönen: 3e (251pnt)

Ferrari SF71H ·
Force India VJM11 ·
Haas VF-18 ·
McLaren MCL33 ·
Mercedes F1 W09 EQ Power+ ·
Red Bull Racing RB14 ·
Renault R.S.18 ·
Sauber C37 ·
Toro Rosso STR13 ·
Williams FW41